# Sergentia coracina
Sergentia coracina är en tvåvingeart som först beskrevs av Zetterstedt 1850.  Sergentia coracina ingår i släktet Sergentia och familjen fjädermyggor. Arten är reproducerande i Sverige. Inga underarter finns listade i Catalogue of Life.